# Maura (imię)
Maura – żeński odpowiednik imienia Maur. W językach angielskim, szkockim i irlandzkim istnieje imię o identycznym brzmieniu, a wywodzone jest od celtyckiego słowa mór oznaczającego wielki, wspaniały. W angielskim używany także jako zdrobniona forma irlandzkiej formy imienia Maria – Maire (wymawiane Moira). Istnieje kilka świętych katolickich o tym imieniu.
Maura imieniny obchodzi 13 lutego, 3 maja, 21 września i 30 listopada.